# Lorraine Pagé
Pour les articles homonymes, voir Pagé.
Lorraine Pagé est une éducatrice, syndicaliste et femme politique québécoise née à Montréal le 17 décembre 1947. Active depuis les années 1970, elle est surtout connue pour avoir été la première femme présidente d'une grande centrale syndicale. Militante progressiste invétérée, elle s'est également engagée pour les droits des femmes, la valorisation de l'éducation publique, la justice sociale, la protection de l'environnement, la défense de la langue française et la souveraineté du Québec.

## Biographie

### Jeunes années et formation
Lorraine Pagé naît à Montréal en 1947. Issue de parents et de grands-parents montréalais, elle mène une enfance modeste dans l'ancien quartier ouvrier du Faubourg à m'lasse.
Au début de l'âge adulte, Lorraine Pagé fait d'abord des études à l'École normale. En 1968, elle obtient un baccalauréat en pédagogie de l'Université de Montréal et commence alors à enseigner dans une école secondaire du quartier de son enfance.
En 1976, elle complète un certificat en pédagogie de l'audiovisuel de l'Université du Québec à Montréal.

### Lorraine Pagé, éducatrice
Lorraine Pagé cumule dix-sept années d'expérience en enseignement. Elle enseigne d'abord l'histoire pendant quatorze ans au niveau secondaire, puis, pendant trois ans, au niveau primaire pour la Commission des écoles catholiques de Montréal (CÉCM). Elle se consacre par la suite à ses activités syndicales.
Lorraine Pagé explique les fondements de son éveil sociopolitique dans l'avant-propos de la réédition (2012) de L'École au service de la classe dominante, un manifeste produit et distribué par la Centrale de l'enseignement du Québec (CEQ) en 1972. « J'étais une jeune enseignante depuis peu dans la profession quand la Centrale de l'enseignement du Québec a publié L'École au service de la classe dominante et mon engagement syndical se résumait encore à peu de chose[s] », rappelle-t-elle. À l'époque, le manifeste ne la surprend pas outre mesure. « Comme jeune femme née et ayant vécu dans un quartier populaire de Montréal et enseignante dans une école de milieu défavorisé », explique-t-elle, « je ne lisais là que le rappel de situations et de conditions de vie que j'avais constatées à de multiples occasions ».

Si la jeune Lorraine Pagé n'est pas surprise de sa lecture, elle est néanmoins frappée de constater à quel point le système scolaire québécois, celui né de la Révolution tranquille, tend à perpétuer les inégalités socio-économiques : 
« La publication de L'École au service de la classe dominante survenait, faut-il le rappeler, au tout début du vaste mouvement de démocratisation de l'éducation au Québec. Au moment où le concept d'égalité des chances faisait son apparition après des années d'une éducation réservée à une infime minorité issue pour l'essentiel des milieux favorisés, il était tout à fait justifié de démontrer à quel point le système scolaire était un des rouages de la reproduction et du maintien des classes sociales ». 
« Après avoir été l'objectif central du Rapport Parent », conclut Lorraine Pagé avec flair, « l'égalité des chances en éducation a été sacrifiée sur l'autel des dogmes économiques plus florissants que jamais et au profit de la concurrence entre les établissements scolaires ».

### La militante syndicale

#### L'éveil militant
Dès ses débuts comme enseignante, Lorraine Pagé s'implique activement comme déléguée syndicale et présidente de conseil d'école. Mais c'est vraiment lors de sa première grossesse, en 1974, que naît l'engagement militant et syndical qui la suivra pendant toute sa vie. Réalisant le peu d'avantages sociaux offerts aux femmes enceintes, elle s'empresse de joindre le Comité de la condition des femmes de l'Alliance des professeures et professeurs de Montréal et commence à militer pour l'obtention d'un congé de maternité digne de ce nom :
« J'étais déjà une féministe assumée, mais je suis devenue militante et syndicaliste en m'apercevant que, pour donner naissance à ma première fille, mon employeur m'offrait 40 jours de congé sans solde entre le 15 octobre et le 15 mai. Avant ou après ces dates, on donnait le poste à quelqu'un d'autre. J'ai donc milité au sein du Comité de la condition des femmes de l'Alliance pour réclamer un congé de maternité. En 1976, le premier congé de maternité et l'embryon d'un congé de paternité ont été octroyés seulement au secteur public. Ils consistaient en une addition aux prestations d'assurance-chômage pour la durée admissible des prestations. La lutte des femmes a dû se poursuivre pendant plusieurs décennies pour en arriver au régime d'assurance parentale flexible que nous avons aujourd'hui». 
Le militantisme de Lorraine Pagé et de ses consœurs ne tarde pas à porter ses fruits. Le 1er janvier 1979, une nouvelle politique familiale provinciale octroie aux Québécoises salariées un congé de maternité de dix-huit semaines. Quelques mois plus tard, au terme de négociations, l'Alliance obtient un congé de maternité de vingt semaines entièrement payé pour ses membres. Loin d'être amère de n'avoir pu bénéficier d'un tel congé, Lorraine Pagé se réjouit d'avoir vu son engagement bénéficier aux plus jeunes générations. Elle inscrit clairement son militantisme dans le long terme:  
« Le syndicalisme, c'est un peu comme une course à relais. Bien souvent quand on initie le mouvement, ce sont d'autres, plus tard, qui en bénéficient. C'est ainsi que s'est passée ma vie de militante syndicale. Je n'ai jamais eu droit à un congé de maternité, mais je suis fière de toutes ces batailles que nous avons gagnées pour les femmes d'aujourd'hui».

#### Militance au sein de l'Alliance des professeures et professeurs de Montréal et de la Centrale de l'enseignement du Québec (CEQ)

##### Vers la présidence de l'Alliance des professeures et professeurs de Montréal
De 1974 et 1978, Lorraine Pagé siège au Comité sur la condition des femmes de l'Alliance des professeures et professeurs de Montréal, un syndicat membre de la Centrale de l'enseignement du Québec (CEQ). Puis, entre 1977 à 1979, elle joint le conseil d'administration de l'Alliance et, de 1979 à 1984, elle en devient la première vice-présidente. En 1980, elle ajoute la responsabilité de l'éducation syndicale à son agenda déjà bien garni. En 1981, enfin, elle devient membre du comité sur l'enseignement en milieu défavorisé et est nommée responsable du dossier de l'éducation sexuelle.
Forte de plusieurs années de militantisme, Lorraine Pagé présente sa candidature comme présidente de l'Alliance au mois de mai 1985. Le 5 juin suivant, âgée de 37 ans et mère de deux enfants, elle défait sans difficulté son rival Jean-Claude Richard en remportant 2 173 voix sur 2 984.
Consciente d'établir un important précédent en étant la première femme à accéder à la présidence de son syndicat, Lorraine Pagé voit son élection comme un pas important pour les femmes. Ces dernières, après tout, comptent pour 65 % des membres de l'Alliance et de la CEQ. « Mon élection est un hommage aux femmes qui sont restées à l'ombre des hommes qui tenaient les micros et les tribunes alors qu'elles occupaient le plancher et le terrain », affirme-t-elle devant les médias à la suite de sa victoire. De façon prophétique, elle suggère de plus que la CEQ « devra elle aussi se donner un jour une femme présidente ». D'ici là, elle entend bien accomplir deux objectifs principaux. Premièrement, elle veut rendre l'Alliance moins bureaucratique et la rapprocher de ses membres en établissant un véritable « syndicalisme de terrain ». Deuxièmement, elle souhaite valoriser la profession enseignante et améliorer du même coup les conditions générales d'enseignement des professeures et professeurs du réseau public.

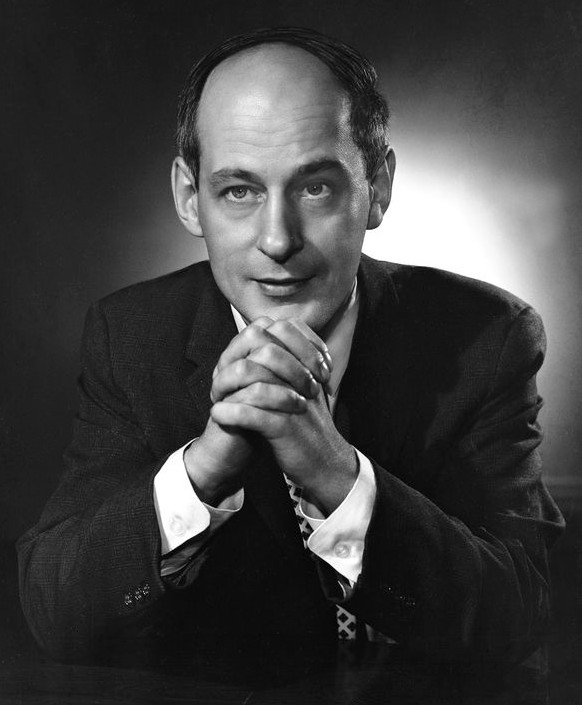
René Lévesque, premier ministre du Québec de 1976 à 1985.

De son propre aveu, Lorraine Pagé accède à la présidence de son syndicat enseignant dans des circonstances bien particulières. « Je suis arrivée à une époque où le mouvement syndical était plongé dans la morosité », explique-t-elle en 2019. Il faut dire que l'Alliance avait fondé beaucoup d'espoir dans le gouvernement du Parti Québécois élu en 1981. À Montréal, plusieurs membres du syndicat avaient même milité pour l'élection de candidats péquistes dans l'espoir que ces derniers prennent le camp des travailleurs à l'Assemblée nationale comme cela fut le cas depuis l'élection de 1976.
Sur fond de crise économique et de récession, les négociations syndicales de 1982-1983 prennent toutefois un tournant particulièrement difficile. Adoptant la ligne dure, le premier ministre René Lévesque multiplie les lois spéciales et impose une diminution de salaire allant jusqu'à 20 % à l'ensemble de la fonction publique et parapublique. En réaction, les employés de l'État, dont les enseignants et enseignantes, déclenchent une grève et se voient imposer des sanctions d'une rare sévérité par le gouvernement. Le projet de loi 111, par exemple, expose ces derniers à la perte de trois ans d'ancienneté et de deux jours de salaire par jour de grève. La « loi matraque » du Parti Québécois est éventuellement retirée au terme de négociations.
Si les événements de 1982 et 1983 ont raison de l'enthousiasme de certains membres des syndicats enseignants, il en est tout autrement de Lorraine Pagé. En réalité, la crise du début des années 1980 l'amène à s'impliquer encore davantage dans le milieu syndical. Cet engagement qui l'avait d'abord portée à la tête de l'Alliance en 1985 la mènera ensuite à la présidence de la CEQ en 1988.

##### Vers la présidence de la Centrale de l'enseignement du Québec (CEQ)
Avant d'être élue présidente de l'Alliance des professeures et professeurs de Montréal en 1985, Lorraine Pagé assume la vice-présidence de la CEQ pendant un an (1984-1985). En 1988, elle abandonne son poste à l'Alliance lorsqu'elle est élue présidente de la CEQ. Elle remplace alors l'enseignant et syndicaliste d'expérience Yvon Charbonneau, qui a passé quatorze ans à la présidence de la centrale. Lorraine Pagé devient de ce fait la première femme présidente d'une centrale syndicale au Québec. Elle occupera ce poste pendant onze ans, jusqu'au printemps 1999.
Déjà au milieu des années 1980, les États généraux sur la qualité de l'éducation (1985-1986) brossent un portrait peu enviable de l'éducation publique au Québec. Lorsque Lorraine Pagé accède à la présidence de la CEQ, à la fin des années 1980, le taux de décrochage scolaire est particulièrement élevé. Les données indiquent que près de 40 % des élèves fréquentant le secteur public décrochent avant même d'avoir obtenu leur diplôme d'études secondaires (DES). Devant ce constat, la CEQ entreprend un vaste débat public sur la qualité de l'éducation et sur les conditions de travail des enseignantes et des enseignants à l'aube des années 1990.

##### Les États généraux sur la qualité de l'éducation, 1985-1986
Vingt ans après la Commission royale d'enquête sur l'enseignement dans la province de Québec (Commission Parent), les États généraux sur la qualité de l'éducation de 1986 visent à dresser un bilan sur la réforme de l'éducation entamée pendant la Révolution tranquille. Après une série de consultations régionales à l'automne 1985, les États généraux se tiennent au Palais des congrès de Montréal. Près de 6 000 intervenants se réunissent alors pour « rechercher ensemble des moyens pour rendre les services éducatifs et l'encadrement des élèves, au primaire et au secondaire, plus conformes aux besoins et aux attentes de la société québécoise ». Ces intervenants incluent des enseignants et des directeurs d'école, mais aussi des étudiants, des parents, des administrateurs, des commissaires et des fonctionnaires du ministère de l'Éducation.
Lorraine Pagé, nouvellement présidente de l'Alliance des professeures et professeurs de Montréal, participe activement aux États généraux. Elle s'y montre très critique envers le système scolaire québécois, qui laisse de côté, la plupart du temps, les jeunes issus de milieux défavorisés. « Une société moderne et progressiste n'a pas les moyens de perdre de façon aussi irrévocable un tel potentiel de talents et d'aptitudes », affirme-t-elle. Et la responsabilité n'échoit ni aux enfants eux-mêmes ni aux familles : « C'est le système scolaire qui défavorise l'enfant par les contenus implicites et les valeurs qu'il véhicule, ses approches élitistes, ses modes d'évaluation comparative et compétitive ».

##### La Commission des États généraux sur l'éducation, 1995-1996
Au début de la décennie 1990, plusieurs consultations publiques montrent que les Québécoises et les Québécois sont insatisfaits de l'éducation publique, surtout au niveau secondaire. Un sondage de la firme Léger et Léger datant de mai 1993 montre par exemple que bien que 61 % de la population québécoise soit satisfaite de l'école en général, ce taux chute à 41 % au secondaire. Cette insatisfaction se reflète d'ailleurs dans le choix de plus en plus de parents d'envoyer leurs enfants dans le secteur privé, quitte à faire d'importants sacrifices sur le plan financier.
Désireuse de rectifier la situation et de revaloriser l'école « ordinaire », la Coalition pour la défense de l'école publique réclame, au printemps 1994, la tenue de nouveaux États généraux pour repenser le système d'éducation. En partenariat avec l'Alliance des professeures et professeurs de Montréal et avec la CEQ, cette coalition insiste particulièrement sur la nécessité de soutenir l'égalité des chances au sein du système éducatif public.
En 1995 et 1996, réalisant l'ampleur des inégalités qui persistent dans le milieu scolaire, le gouvernement de Jacques Parizeau accepte de mettre sur pied une Commission des États généraux sur l'éducation qui a pour but de faire le point sur les besoins en éducation. Dix ans après les États généraux sur la qualité de l'éducation et trente ans après la publication du Rapport Parent, dont les recommandations avaient largement contribué à forger le système d'éducation moderne du Québec, ces nouveaux États généraux visent à faire l'examen critique de ce système.
Au terme de 18 mois de travaux, 16 conférences régionales, 2000 mémoires et présentations verbales et 4 jours d'assises nationales, au cours desquels plusieurs milliers de personnes prennent la parole, la Commission livre son rapport final le 10 octobre 1996. Ce rapport met de l'avant les « dix chantiers » d'une vaste entreprise de réforme du système d'éducation, laquelle doit « contribuer à l'émergence d'une société plus juste, plus démocratique et plus égalitaire et nous permettre de progresser vers une plus grande humanité ».
En 1997, la ministre de l'Éducation Pauline Marois met sur pied un Groupe de travail sur la réforme des programmes d'études, placé sous la présidence de Paul Inchauspé. En 1997, ce groupe remet un rapport intitulé Réaffirmer l'école. Prendre le virage du succès. Ce document sert d'inspiration à la nouvelle politique éducative prônée par la ministre Marois à l'automne 1998 et implantée à partir des années 2000.

##### Une présidence féministe et inclusive
Sous la houlette de Lorraine Pagé, la CEQ adopte une position ouvertement féministe et s'ouvre à d'autres corps de métier qui partagent des intérêts communs avec les enseignants et les enseignantes.
Dès 1985, alors qu'elle est encore vice-présidente de la CEQ, Lorraine Pagé dénonce le Livre vert présenté en guise de politique familiale par le Comité ministériel du développement social du gouvernement du Québec. « Ce que la CEQ reproche au livre gouvernemental », rapporte le journaliste Damien Gagnon, « c'est de vouloir remettre entre les mains de la famille des responsabilités qu'un État moderne doit assumer, comme les services aux personnes âgées et aux handicapés ». Lorraine Pagé souligne plus spécifiquement le fait que le Livre vert du gouvernement pénaliserait surtout les femmes en les forçant à assumer une part encore plus grande des charges familiales. La CEQ suggère plutôt au gouvernement de développer les mesures sociales de façon à « décharger les familles », particulièrement les femmes, « d'une partie des charges familiales ».
Vers la fin des années 1990, Lorraine Pagé rouvre le dossier de l'équité salariale. Bien que le principe de l'équité salariale ait été reconnu par le milieu de l'enseignement en 1967 et que l'Assemblée nationale ait adopté la Loi sur l'équité salariale en 1996, les enseignantes accusent toujours un retard important sur leurs collègues masculins. Selon Lorraine Pagé, la principale cause de ce déséquilibre est l'échelle salariale elle-même, qui considère autant le niveau de scolarité des enseignants et des enseignantes que leur expérience de travail. Afin de combler le fossé entre hommes et femmes, la CEQ propose une nouvelle échelle salariale plus égalitaire qui ne prendrait en compte que l'expérience. L'audacieuse proposition de la CEQ se heurte à plusieurs oppositions. L'enseignante Francine Boulet, fondatrice du Rassemblement Équité pour tous, soutient que la Centrale « traite les femmes comme des victimes » et nivèle par le bas en « encourage[ant] la facilité dans un milieu où il y a encore beaucoup de place pour l'amélioration ». Même les chefs syndicaux que sont Henri Massé (FTQ) et Gérald Larose (CSN) expriment des réserves quant à la nouvelle échelle salariale de la CEQ. Malgré les critiques, Lorraine Pagé et la CEQ obtiennent néanmoins de nombreux appuis, y inclus celui de la Fédération des syndicats de l'enseignement (FSE), de la Fédération des enseignantes et enseignants de cégep (FEC) et de l'Association provinciale des enseignantes et enseignants du Québec (APEQ), qui regroupe le personnel enseignant des commissions scolaires anglophones. En raison des profondes dissensions au sein de la CEQ, le débat sur les structures salariales ne se résout pas de façon décisive.
Sous la direction de Lorraine Pagé, la Centrale se joint aux organisations qui accordent des bourses dans le cadre du programme Chapeau, les filles!, un concours organisé depuis 1996 par le ministère de l'Éducation, du Loisir et du Sport. La CEQ participe également au volet « Excelle Science » du concours, qui octroie trois bourses de 2 000 $ à des étudiantes faisant preuve de persévérance dans un métier non traditionnel.

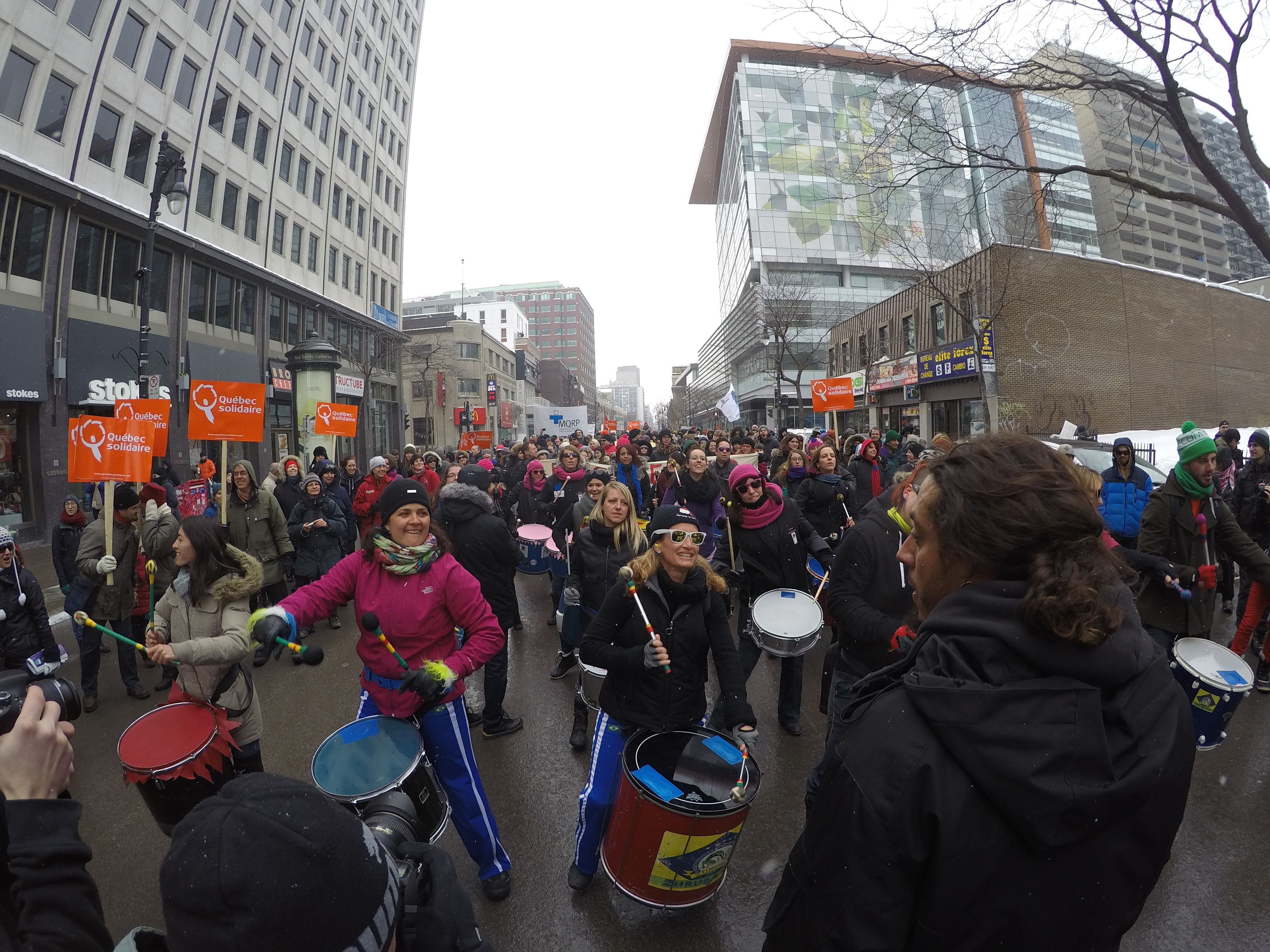
Marche mondiale des femmes de 2015 à Montréal.

C'est également en grande partie grâce à l'influence de la présidence de Lorraine Pagé que la CEQ (devenue cette année-là la Centrale des syndicats du Québec, ou CSQ) participe à la première Marche mondiale des femmes organisée par la Fédération des femmes du Québec en 2000. À titre de membre de la Coordination du Québec de la Marche mondiale des femmes (CQMMF), la CSQ s'impliquera également dans la coordination des marches suivantes en 2005, 2010 et 2015. La marche de 2020 a eu lieu de façon virtuelle en raison de la pandémie de Covid-19.
Enfin, c'est sous la houlette de Lorraine Pagé que la CEQ devient une centrale syndicale de plus en plus inclusive, accueillant des membres issus de professions étrangères au monde de l'éducation, dont les infirmières. Cette ouverture mènera d'ailleurs à l'adoption du patronyme « Centrale syndicale du Québec » en 2000.

#### Les autres grands dossiers
Tant au sein de l'Alliance que de la CEQ, Lorraine Pagé s'est impliquée dans un bon nombre de dossiers d'importance touchant à la qualité de l'enseignement dispensé dans les écoles publiques, à la laïcité de l'école publique et à la valorisation de la langue française. Ce faisant, elle a durablement transformé le rôle des syndicats enseignants en faisant d'eux des acteurs incontournables du secteur de l'éducation.
Sous la présidence de Lorraine Pagé, l'Alliance des professeures et professeurs de Montréal adopte plusieurs mesures visant à faire face aux défis que sont la pauvreté, la violence et le multiculturalisme des écoles montréalaises. Dans le document Éduquer à la ville, produit par l'Alliance en 1986, Lorraine Pagé explique qu'« [u]ne école, à Montréal, c'est souvent une école grise et vétuste, aux classes bondées, où il manque du matériel, où bon nombre d'élèves appartiennent à des minorités ethniques, et dont les parents ont un petit salaire ». Afin de faire face à ces nombreux défis, l'Alliance propose plusieurs mesures concrètes : l'adoption d'une politique alimentaire dans les écoles en milieu défavorisé; la création de bureaux de consultation dans les écoles pour prévenir la violence; la mise sur pied de services de garde, de cafétérias et de résidences; l'adoption d'une politique de visite d'institutions culturelles; la création de services spécifiques aux élèves issus de la diversité.
Soucieuse de rendre l'école montréalaise aussi inclusive que possible, Lorraine Pagé défend aussi ouvertement la déconfessionnalisation du système scolaire public. Ainsi, elle s'oppose vertement au « Plan de promotion des valeurs chrétiennes » que la CÉCM met de l'avant en 1985. Ce plan prévoit notamment la création d'un « comité des valeurs chrétiennes » dans chaque école. À titre de présidente de l'Alliance des professeures et des professeurs de Montréal, Lorraine Pagé affirme en conférence de presse que le plan de la CÉCM viole la liberté de croyance telle qu'inscrite à la fois dans les chartes canadienne et québécoise des droits et libertés : « Il y a quelque chose qui ne tourne pas rond à Montréal. La fréquentation des églises n'est que de 12 ou 15 p. cent - un des taux les plus bas au Québec - mais c'est ici que les commissaires sont le plus religieux. Montréal compte le plus grand nombre de groupes ethniques, avec plusieurs croyances religieuses, mais les commissaires n'en tiennent pas compte ».
L'année suivante, la CÉCM revient à la charge en demandant aux directeurs d'école de tenir compte de la « dimension chrétienne » dans l'évaluation des enseignants et des enseignantes suppléants et suppléantes. Lorraine Pagé juge ce critère discriminatoire. « À mon avis », confie-t-elle à André Noël de La Presse, « un critère d'embauche basé sur la foi en Dieu contrevient à [la] Charte des droits et libertés ». La CÉCM défend quant à elle sa position en rappelant que l'article 93 de l'Acte de l'Amérique du Nord britannique protège le droit des communautés catholiques et protestantes de Montréal à gérer leurs propres écoles. « Ça ne peut plus durer au Québec », rétorque Lorraine Pagé. « La loi de 1867 contrevient aux droits d'aujourd'hui. Le gouvernement québécois doit absolument demander une modification de l'article 93 au cours de ses prochaines négociations constitutionnelles avec Ottawa ».
Enfin, à titre personnel ainsi qu'à titre d'éducatrice et de syndicaliste, Lorraine Pagé défend activement la langue française. Depuis 2002, elle est d'ailleurs membre du Conseil supérieur de la langue française.
Sous la houlette de Lorraine Pagé, les membres de l'Alliance des professeures et professeurs de Montréal participent aux actions du Mouvement Québec français (MQF). Pendant un bon moment, l'Alliance est même considérée comme un leader incontournable de la bataille pour la défense du français. Lorraine Pagé représente la CEQ au MQF.
Mais Lorraine Pagé comprend aussi la nécessité de faire des compromis. C'est ainsi qu'en 1986, l'Alliance des professeures et professeurs de Montréal propose une controversée amnistie pour les élèves qui fréquentent illégalement l'école anglaise (amnistie qui dépend toutefois de la réussite d'un test linguistique en français). En conférence de presse, Lorraine Pagé défend avec verve la position du syndicat : « [C]ette solution humaine règlerait le problème, sans le perpétuer, n'entacherait pas la légitimité de la Loi 101 et prendrait le parti de la majorité francophone ». Les enfants, selon Lorraine Pagé, ne « doivent pas être les victimes de l'irresponsabilité de leurs parents ». Elle encourage plutôt le ministre de l'Éducation à s'assurer que la loi soit appliquée, notamment en mettant fin au « maraudage illégal, déloyal et sournois » qu'effectue selon elle la Commission des écoles protestantes du Grand Montréal (GEPGM) auprès des enfants allophones au détriment de la CÉCM.

## Souveraineté du Québec
Souverainiste convaincue, Lorraine Pagé voit l'indépendance politique du Québec comme une étape nécessaire dans la création d'un État québécois plus juste et plus inclusif. Dans les années 1990, surtout, elle participe à plusieurs initiatives souverainistes. Elle s'implique notamment activement dans la campagne référendaire de 1995.

### La Commission Bélanger-Campeau
En 1990 et 1991, Lorraine Pagé participe aux travaux de la Commission sur l'avenir politique et constitutionnel du Québec (Commission Bélanger-Campeau) à titre de commissaire.

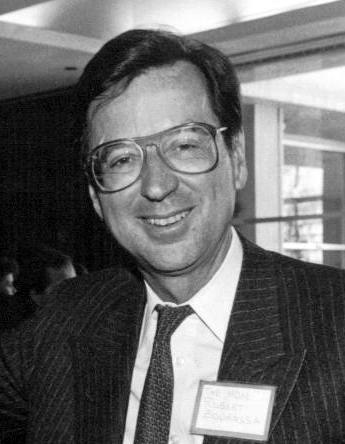
Le premier ministre Robert Bourassa, instigateur de la Commission Bélanger-Campeau.

La Commission est créée à l'initiative du premier ministre Robert Bourassa au lendemain de l'échec de l'Accord du lac Meech. Elle a pour mandat « d'étudier le statut politique et constitutionnel du Québec et de formuler, à cet égard, des recommandations » à l'Assemblée nationale. Présidée par Michel Bélanger et Jean Campeau, la Commission est composée de 36 membres issus à la fois des milieux politique, syndical, coopératif, éducatif, culturel, municipal et entrepreneurial. Au cours de ses audiences publiques, elle reçoit plus de 600 mémoires et permet à plusieurs dizaines de spécialistes et d'organisations de faire entendre leur voix.
Le rapport de la commission Bélanger-Campeau est déposé devant l'Assemblée nationale le 27 mars 1991. Entérinées par la grande majorité des commissaires, les conclusions du rapport suggèrent pour la plupart que le fédéralisme canadien est sclérosé et que la souveraineté du Québec est la seule issue possible.

Lorraine Pagé s'exprime clairement sur la question constitutionnelle pendant les débats :  
« Aujourd'hui, après plus de 100 ans de débats, d'échanges, de palabres, d'espoirs déçus et de désillusions, plus personne ne met en doute le fait que le fédéralisme canadien soit absolument incapable de répondre aux aspirations légitimes du peuple québécois. Ce système n'a plus d'avenir. Il pénalise le Québec et ne compte presque plus d'appuis au sein de la population québécoise. [...] Aujourd'hui, il faut convenir entre nous des pouvoirs dont le Québec aura besoin pour assurer son développement social, culturel, économique et politique. Tout le monde sait qu'il faudra aussi convenir de certaines ententes avec le reste du Canada, mais il est clair que ces ententes ne pourront être négociées de l'intérieur ». 

### Le Forum paritaire québécois-autochtone
En 1993, Lorraine Pagé participe au Forum paritaire québécois-autochtone à titre de représentante de la Centrale de l'enseignement du Québec.
Créé en grande partie en réaction à la crise d'Oka de 1990, le Forum paritaire participe au rapprochement entre Québécois et Autochtones qui s'effectue dans plusieurs sphères progressistes de la société québécoise. Rassemblant des représentants du milieu syndical ainsi que des groupes de défense et de promotion des droits de la personne, des associations de juristes ou de scientifiques, et des communautés autochtones, le Forum cherche notamment « à identifier et à combattre les préjugés ainsi qu'à améliorer mutuellement le niveau de connaissance des réalités de chacun des groupes représentés au Forum ». À l'automne 1993, le Forum publie un manifeste concernant les relations entre la population québécoise et les peuples autochtones. Ce texte cherche à préciser les conditions d'une cohabitation paisible et fructueuse entre un Québec souverain et des nations autochtones aspirant à l'autonomie politique.
Anticipant le référendum sur la souveraineté du Québec de 1995, en effet, le Forum affirme considérer l'éventuelle souveraineté du Québec comme une « option plausible », autrement dit un moyen « pour réaliser un projet de société valable ». Si la souveraineté du Québec devait se réaliser, stipule le manifeste du Forum, « elle devrait se faire en association avec les Autochtones et être un moyen de devenir autonome et de se prendre en main, de s'épanouir sur tous les plans, économique, politique, social et culturel, selon les besoins et les intérêts de chaque peuple sur le territoire ».

### Référendum sur la souveraineté du Québec de 1995

#### Les Partenaires pour la souveraineté et l'Opération porte-voix
À titre personnel ainsi qu'à titre de leader syndicale, Lorraine Pagé milite auprès des forces souverainistes durant la campagne référendaire de 1995. À l'instar de ses homologues Gérald Larose de la Confédération des syndicats nationaux (CSN) et Clément Godbout de la Fédération des travailleurs du Québec (FTQ), Lorraine Pagé s'implique activement dans les rangs des Partenaires pour la souveraineté, une vaste coalition mise sur pied à l'aube de la campagne référendaire pour promouvoir l'option souverainiste au sein de la société civile. En plus des trois grandes centrales syndicales, cette coalition inclut les principales associations étudiantes et diverses organisations culturelles et communautaires et représente plus d'un million de Québécois et de Québécoises.
À titre de porte-parole de la CEQ, Lorraine Pagé participe d'abord à la conférence de presse qui annonce la formation des Partenaires pour la souveraineté le 21 janvier 1995. Elle s'y trouve aux côtés de Larose et Godbout, mais également de Louise Laurin, du Mouvement national des Québécoises et Québécois (MNQ). Quelques semaines plus tard, à l'occasion de la Journée internationale des droits des femmes, Lorraine Pagé appose sa signature à la lettre « Huit femmes... un huit mars ». Cette lettre, signée par huit femmes issues d'organismes membres des Partenaires pour la souveraineté et publiée dans la section « Opinions » du Devoir, constitue la première véritable percée des Partenaires dans l'espace public et établit clairement les positions féministe et sociale-démocrate de la coalition. En plus de prendre résolument le parti de l'option souverainiste, les signataires inscrivent l'indépendance du Québec dans la lignée des grands projets d'émancipation de l'époque contemporaine. Elles présentent l'indépendance non pas comme une fin en soi, mais bien comme un moyen de créer une société plus juste et ouverte sur le monde.

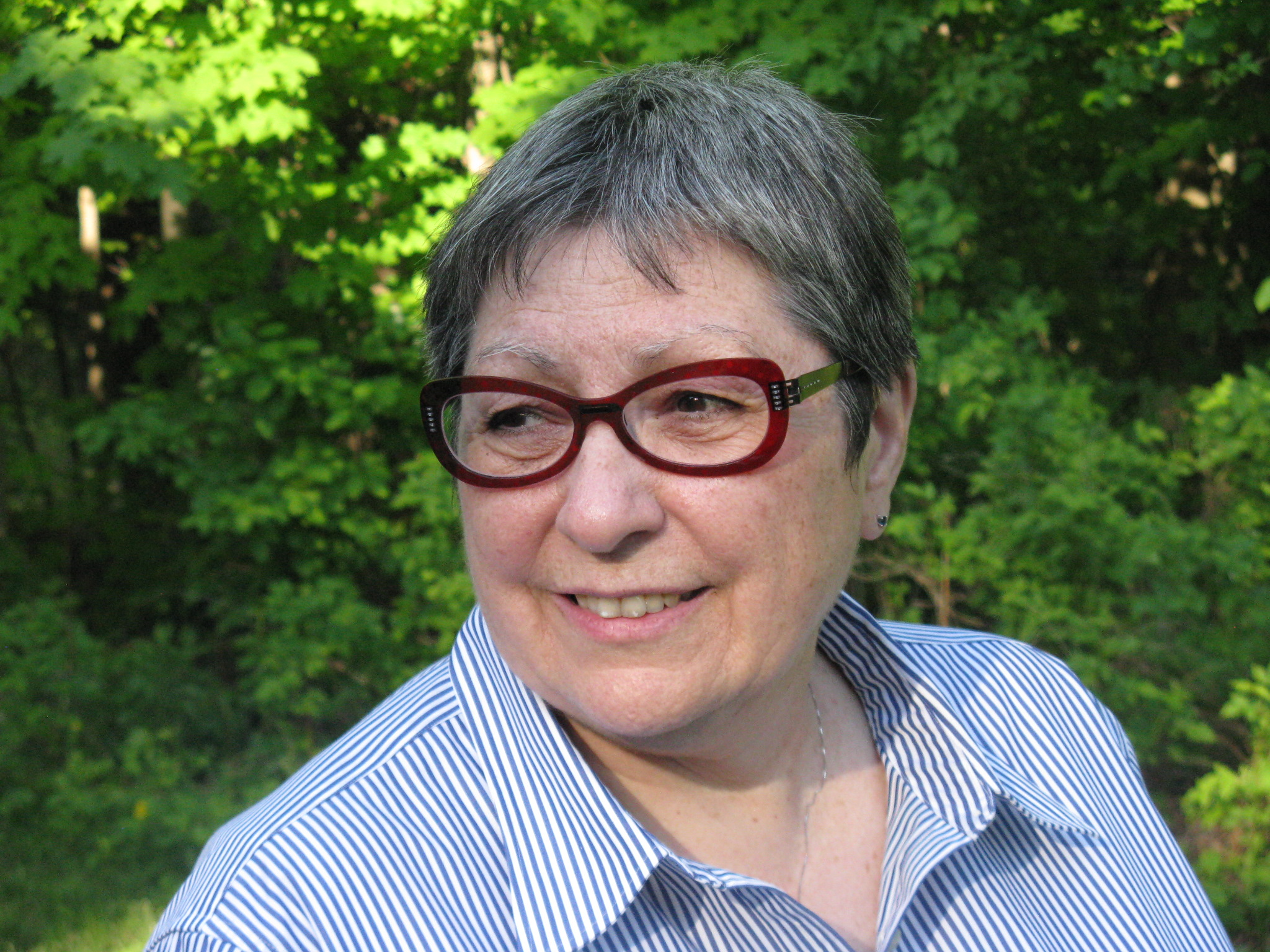
Nicole Boudreau, porte parole des Partenaires pour la souveraineté.

Dans les mois qui suivent la parution de la lettre « Huit femmes... un huit mars », les Partenaires pour la souveraineté présentent un mémoire devant la Commission nationale sur l'avenir du Québec, obtiennent des rencontres avec le premier ministre Jacques Parizeau et avec le chef du Bloc québécois Lucien Bouchard, et lancent leur plan d'action pour les mois précédant le jour du scrutin. À titre de présidente de la CEQ, Lorraine Pagé participe à plusieurs activités de sensibilisation et de mobilisation organisées par les Partenaires pour la souveraineté. Au mois de septembre, elle est notamment de l'Opération porte-voix, une vaste tournée du Québec qui vise à rejoindre les femmes de tous horizons. Au cours de cette tournée, une cinquantaine de femmes issues de plusieurs milieux sociaux et professionnels se relaient dans un autobus nolisé pour parcourir quelque 4 000 kilomètres et visiter 46 municipalités. Participent également à l'Opération porte-voix des souverainistes d'envergure telles que la porte-parole des Partenaires pour la souveraineté Nicole Boudreau, l'ex-ministre fédérale Monique Vézina, l'écrivaine Denise Boucher, l'actrice Louisette Dussault et la présidente du Mouvement national des Québécoises et Québécois Louise Laurin.
Dans un extrait d'entrevue rapportée par le politologue Philippe Boudreau, Lorraine Pagé se prononce en ces termes au sujet de l'Opération porte-voix :
« C’étai[ent] vraiment des femmes, militantes, qui ont pris l’autobus. On a fait le tour des régions du Québec pour aller faire campagne auprès des [...] femmes. Les données qu’on avait à ce moment-là c’était que les femmes votaient moins pour la souveraineté que les hommes. Alors on avait ciblé vraiment les femmes. [...] Il y avait moi là-dedans, il y avait Nicole Boudreau, Louise Laurin, Hélène Pedneault, Denise Boucher, [...] etc. Les femmes ont changé aussi selon les régions, parce que quand on arrivait dans une région, les femmes qui étaient très impliquées dans cette région se joignaient à l’autobus. [...] Alors, cette opération-là, qui a permis de rejoindre beaucoup de femmes, a été initiée elle aussi par les Partenaires pour la souveraineté ». 
Si elle n'a pas permis de renverser complètement la vapeur, l'Opération porte-voix aura néanmoins permis à l'option souverainiste de gagner 10 points auprès des femmes francophones à l'aube du référendum. Dans un entretien accordé à Sylvie Dupont en 2013, Lorraine Pagé attribue cette augmentation marquée au travail de terrain effectué par les Partenaires pour la souveraineté : « Les analystes ont dit que c'est l'arrivée de Lucien Bouchard qui a changé la donne, mais à mon avis, ce sont les Partenaires pour la souveraineté. Nous, les représentants syndicaux, les représentantes féminines, on pouvait entrer dans les groupes sociaux et communautaires où les chefs de partis n'auraient jamais pu mettre l'ombre du gros orteil ».

#### Participation à la tournée référendaire du camp du OUI
Au début du mois d'octobre 1995, à quelques semaines seulement du scrutin, Lorraine Pagé participe à une vaste tournée référendaire organisée par le camp du OUI. Y participent des politiciens bien en vue, des ministres, mais aussi des acteurs de la société civile. Aux côtés du ministre de la Justice Paul Bégin, Lorraine Pagé met ainsi ses qualités d'organisatrice syndicale au service de l'option souverainiste et part à la rencontre « des étudiants, des groupes communautaires, des travailleurs d'usine, et pour aller inaugurer le comité du OUI de Thetford Mines ».

## Controverse: l'affaire des gants, 1998-1999
Le 10 décembre 1998, un agent de sécurité du magasin La Baie de la Place Versailles intercepte Lorraine Pagé et l'accuse d'avoir tenté de voler une paire de gants de cuir d'une valeur de 50 $. La principale intéressée se défend en affirmant avoir saisi la paire de gants par distraction, mais est néanmoins déclarée coupable et condamnée à une amende de 235 $ par le juge de la cour municipale Denis Boisvert le 30 avril 1999.
Le 11 mai 1999, 11 jours après avoir été reconnue coupable de vol à l'étalage, Lorraine Pagé annonce sa démission de la présidence de la CEQ à l'occasion d'une conférence de presse. Selon les informations qui parviennent dans les médias, elle aurait pris cette décision après d'intenses consultations qui ne lui ont pas permis de recueillir des appuis unanimes de la part des membres de la centrale syndicale. Mais Lorraine Pagé ne quitte pas le milieu syndical pour autant: à défaut de pouvoir occuper un poste de haute direction, elle accepte de diriger les communications de la CEQ (rebaptisée Centrale des syndicats du Québec en 2000). Elle occupera ces fonctions jusqu'en 2003.
Déterminée à rétablir sa bonne réputation, Lorraine Pagé porte son verdict et sa sentence en appel devant la Cour supérieure. Le 2 septembre 1999, le juge Réjean Paul renverse le verdict et acquitte Lorraine Pagé au nom d'un doute raisonnable.
La Couronne porte à son tour le verdict d'acquittement de Lorraine Pagé devant la Cour d'appel du Québec. Le 15 juin 2000, les juges Michel Proulx, Marc Beauregard et André Forget maintiennent l'acquittement du juge Paul. Le dossier est désormais clos.

## Vie politique

### Engagement progressiste
Fidèle à son engagement syndical, Lorraine Pagé défend des positions nettement progressistes dans l'espace public.
Entre 1996 et 1999, elle siège au Conseil consultatif du travail et de la main-d’œuvre. Ses collègues et elle ont la charge de conseiller le ministre du Travail sur toute question liée à la main-d’œuvre.
Le 1er novembre 2005, par exemple, elle ajoute sa signature au manifeste Pour un Québec solidaire aux côtés de personnalités issues des milieux politique, artistique, intellectuel et communautaire telles que la porte-parole d'Option citoyenne Françoise David, la journaliste Josée Blanchette, le député péquiste Jean-Pierre Charbonneau, le militant écologiste Steven Guilbault et l'écrivaine Hélène Pedneault. Rédigé en réaction à la publication du manifeste Pour un Québec lucide, ce document reconnaît les enjeux identifiés par le camp des « Lucides » (le fardeau de la dette, la concurrence économique asiatique, le vieillissement de la population, etc.). Il propose toutefois des solutions basées sur la solidarité sociale et sur le respect de l'environnement plutôt que sur des mesures de droite telles que le dégel des frais de scolarité, la hausse des tarifs d'électricité et l'ouverture au secteur privé.
La publication du manifeste Pour un Québec solidaire mène à la fusion de l'Union des forces progressistes et d'Option citoyenne en février 2006. Le nouveau parti ainsi créé prend le nom de Québec solidaire.

### Soutien à Pauline Marois
En 2005, Lorraine Pagé appuie la candidature de Pauline Marois à la direction du Parti Québécois. À cet égard, elle joint la centaine de femmes issues des milieux syndical, politique et culturel qui signent une lettre ouverte d'appui à Mme Marois.
Rappelant que cette dernière est forte d'une longue expérience en politique active et qu'elle a toujours mis de l'avant des politiques « progressistes et avant-gardistes », les cosignataires affirment que « [p]ersonne n'est mieux préparé qu'elle à diriger le Parti [Q]uébécois [...] et surtout à remplir la plus haute fonction gouvernementale, à conduire notre démarche collective vers l'indépendance nationale et à diriger, le temps venu, notre pays ».
Outre Lorraine Pagé, des femmes très en vue comme les syndicalistes Madeleine Parent et Jennie Skeene, les écrivaines Denise Boucher et Hélène Pedneault, et l'ex-présidente de la Fédération des femmes du Québec, Vivian Barbot, ont signé la lettre d'appui à Pauline Marois. C'est cependant André Boisclair qui remportera la course à la chefferie le 15 novembre 2005.

### Conseillère municipale

#### L'élection de 2013
Après avoir refusé des offres du Parti Québécois et du Bloc québécois à Québec et à Ottawa, et après avoir refusé de se présenter aux côtés de Louise Harel aux élections de 2009 à Montréal, Lorraine Pagé fait finalement le saut en politique municipale à l'automne 2013. Au mois d'octobre, elle présente sa candidature au poste de conseillère municipale dans le district Sault-au-Récollet de l'arrondissement Ahuntsic-Cartierville, un secteur qu'elle habite alors depuis 40 ans. Elle se présente sous la bannière de Mélanie Joly, cheffe du parti Vrai changement Montréal.
Dans une entrevue accordée à Marie-France Bazzo pour Ici Première, Lorraine Pagé explique être une « fleur de macadam » et avoir vécu toute sa vie à Montréal. Elle ajoute avoir décidé de se lancer dans l'arène politique municipale « pour mettre à contribution son expérience et sa vision de la ville qu'elle a toujours habitée ». Montréal, affirme-t-elle, « doit être un moteur culturel et économique pour tout le Québec ». Pourtant, à son avis, la métropole québécoise « souffre du désintérêt des gouvernements fédéral et provincial ».
Lorraine Pagé explique avoir finalement accepté de se joindre à l'équipe de Mélanie Joly parce qu'elle juge que cette dernière est « une femme qui a beaucoup de potentiel ». Les deux femmes se sont connues alors qu'elles étaient membres du Conseil supérieur de la langue française. « Nous avons siégé et travaillé ensemble le temps d'un mandat, soit [quatre] ans », explique la principale intéressée. « Comme cela arrive souvent quand on travaille ensemble et qu'on côtoie les gens, on a parfois des conversations informelles avec les gens où l'on discute de tout et de rien. [...] Au hasard d'une conversation, j'avais dit à Mélanie que si j'avais fait de la politique, c'est au niveau municipal que je serais allée ».
Il aura néanmoins fallu cinq appels de Mélanie Joly pour que Lorraine Pagé accepte de sortir de sa retraite pour joindre son équipe politique : « Je disais non, mais dans ma tête ce n'était pas réglé. Je continuais d'y penser », explique l'ex-syndicaliste. Il faut dire que depuis le début de sa retraite, Lorraine Pagé avait donné plusieurs conférences dans lesquelles elle avait constamment maintenu qu'il était nécessaire que les femmes « accèdent au pouvoir ou soient dans les lieux de pouvoir ». Se voyant sollicitée par une jeune femme, elle s'est finalement dit que le moment était peut-être venu pour elle « de passer à l'action et de contribuer par des gestes à ce qu'[elle] expliqu[ait] depuis des années, en appuyant une jeune femme ».
Le résultat initial de l'élection du 3 novembre 2013 accorde la victoire à Lorraine Pagé par huit voix seulement sur sa plus proche rivale, Nathalie Hotte de l'Équipe Denis Coderre. À la suite du dépouillement judiciaire demandé par cette dernière, le porte-parole d'Élection Montréal confirme, le 19 novembre, la victoire de Lorraine Pagé par une seule voix.

#### Changement de cap et élections de 2017
À la suite d'une recommandation unanime du caucus du parti, Lorraine Pagé accepte de remplacer Mélanie Joly à la tête de Vrai changement pour Montréal en septembre 2014. Puis, en décembre 2015, l'ex-syndicaliste annonce son intention de siéger comme indépendante à compter du 1er janvier 2016. Justine McIntyre, conseillère de l'arrondissement Pierrefonds-Roxboro, la remplace alors au leadership du parti.
En mai 2017, Lorraine Pagé annonce sa décision de rejoindre l'Équipe Coderre en vue des élections municipales du mois de novembre. Le soir des élections, elle est défaite dans Sault-au-Récollet. Jérôme Normand, candidat de Projet Montréal, est élu avec 49,5 % des voix (contre 44,9 % pour Lorraine Pagé).

## Activités professionnelles et communautaires
De 2003 à 2006, Lorraine Pagé travaille comme consultante et rédactrice de mémoires en pratique privée. À partir de 2006, elle devient conférencière à l'Université du Troisième âge de l'Université de Sherbrooke. Elle se spécialise en histoire des femmes au Québec.
Lorraine Pagé s'illustre également dans les organismes communautaires de son quartier d'Ahuntsic-Cartierville. Elle participe aux activités des Amis du boulevard Gouin et à celles de la Société de conservation du Sault-au-Récollet, rejoint le comité consultatif sur le réaménagement des berges du Parc de l'Île-de-la-Visitation et devient vice-présidente du Comité consultatif d'urbanisme (CCU) de son arrondissement.
Lorraine Pagé est actuellement présidente du conseil d'administration de la Fondation Léa-Roback.

## Prix et hommages
La carrière et l'engagement de Lorraine Pagé ont été salués à maintes reprises au fil des ans.
En 1985, Lorraine Pagé est nommée « Personnalité de la semaine » du quotidien La Presse à la suite de son élection à la présidence de l'Alliance des professeures et professeurs de Montréal.
Deux ans plus tard, en 1987, elle reçoit le prix Chomedey-de-Maisonneuve, un honneur remis par la Société Saint-Jean-Baptiste de Montréal à la personnalité qui s'est le plus illustrée sur la scène montréalaise.
En 1989, elle est nommée « Femme de l'année » dans la catégorie « Syndicalisme » par le 20e Salon de la femme de Montréal.
En 1990, elle est lauréate de l'Ordre des francophones d'Amériques, une prestigieuse distinction accordée par le Conseil de la langue française.